# Liga Venezuelana de Beisebol Profissional
A Liga Venezolana de Béisbol Profesional (também chamada pela sigla LVBP), é a liga profissional de maior nível do beisebol da Venezuela. É formado por oito times regionais que competem entre si no período de Novembro e Janeiro. O campeão garante o título de campeão venezuelano e representa o país na Série do Caribe, um torneio continental que envolve equipes das ligas de inverno da Colômbia, México, Panamá, Porto Rico e República Dominicana. 

## História
O beisebol começou a ter destaque na Venezuela em 1941, quando a seleção local obteve boa campanha nos mundiais da modalidade dos anos de 1941, 1944 e 1945. Então, foi criado o beisebol profissional, que atraiu para o país muitos jogadores oriundos do Caribe e até mesmo dos Estados Unidos. 

### Criação da Liga
Em 27 de Dezembro de 1945, mediante a crescente popularidade do beisebol no país, os donos das equipes Cervecería Caracas, Magallanes, Sabios del Vargas e Patriotas de Venezuela criaram a Liga Venezolana de Béisbol Profesional(Liga Venezuelana de Beisebol Profissional). A liga foi registrada como instituição em Janeiro de 1946 e logo em seguida se organizou o primeiro torneio profissional com a participação das equipes fundadoras, cabendo aos Patriotas de Venezuela e ao Magallanes disputar a histórica primeira partida, vencendo este último. O campeão daquela edição veio a ser a equipe dos Sabios del Vargas. 
Entre 1952 e 1953 ocorreram mudanças importantes: o time Cervecería Caracas foi vendido e então outra franquia nasceu, o poderoso Leones del Caracas, que hoje é o maior campeão da liga. Na mesma época as equipes do Sabios del Vargas e dos Patriotas de Venezuela se afastaram do torneio por problemas financeiros. Na temporada 1956-57 o Magallanes se afastou e para seu lugar ingressou o Indios de Oriente. 
Na temporada 1957-58 a liga estabeleceu algumas mudanças entre as quais a disputa de jogos entre a Liga Ocicental e a Liga Centra, com os ganhadores de cada liga disputando partidas adicionais para se apontar o time que representaria o país na Série do Caribe.
A temporada 1959-60 não foi exitosa, por conflitos entre a Associação de jogadores e as direções dos times sobre a exclusão dos "Play-offs". Em 1962-63 surge o Tiburones de La Guaira, comprando uma franquia. Em 1964-65 o time Estrellas Orientales também desaparece e com isso retorna o time do Magallanes, dessa vez com o nome "Navegantes del Magallanes". 

### A Primeira Expansão
A primeira expansão da liga ocorreu em 1964 quando a liga passou a ter seis times com a inclusão dos Cardenales de Lara e dos Tigres de Aragua. Em 1968 os Industriales saíram de Valência e foram para Acarigua onde passaram a se chamar Llaneros de Acarigua, disputando apenas uma temporada. Em 1969 entrou o Águilas del Zulia, no lugar dos Llaneros de Acarigua. Ainda em 1969 os Navegantes de Magallanes saem de Caracas e se instalam em Valencia, num processo de descentralização da liga. 
Em 1973 a temporada foi novamente suspensa por desentendimentos entre jogadores e os diretores dos times. Em 1975 surge um novo time, resultado da fusão momentânea entre os Leones del Caracas e os Tiburones de La Guaira, devido à desentendimentos sobre as diferenças das cifras que os times deveriam pagar à Universidade Central da Venezuela pelo uso do Estádio Universitário, esse time se chamou Llaneros de Portuguesa e ficou conhecido como "Los Tibuleones", participando apenas essa temporada e se dissolvendo com a solução do conflito. 

### A segunda expansão
A segunda expansão da liga ocorreu em 1991 quando chegou até oito times, com a inclusão dos Caribes de Anzoátegui e dos Petroleros de Cabimas. Para a temporada 1995-96 os Petroleros mudaram seu nome para Pastora de Occidente, mudando-se para Maracaibo. Na temporada 1997-98, o agora Pastora de occidente volta a mudar de nome, passando a se chamar Pastora de Los Llanos, mudando-se para Acarigua. Anos mais tarde, na temporada 2007-08, a saga de mudanças do time que nasceu como Petroleros chega ao seu, até agora, último destino, com a mudança para a cidade de Parlomar e nova alteração de nome, dessa vez passando a se chamar Bravos de Margarita.

## Sistema de Competição

### Temporada Regular
Para a temporada regular, cada equipe deve jogar 42 jogos, sendo que são 6 partidas contra cada um dos 7 adversários, atuando 3 vezes como mandante e 3 vezes como visitante. Ao final da temporada regular, se classificam para a "Pós-Temporada" os seis melhores times no número de vitórias e derrotas.

### Pós-Temporada - Primeira Série
Os seis times classificados são distribuídos em três confrontos de sete jogos se classificando quem vencer quatro jogos primeiro. Os confrontos são distribuidos assim:
- 1º(mandante) x 6º(visitante)
- 2º(mandante) x 5º(visitante)
- 3º(mandante) x 4º(visitante)

Os três vencedores se classificam para a Série Semifinal. Dentre os perdedores se escolherá um 4º classificado em um jogo coringa disputado entre os dois melhores classificados da temporada regular eliminados nessa fase. As partidas devem ser na casa da equipe melhor qualificada. O vencedor compõe a semifinal.

### Série Semifinal
Os quatro times qualificados na série anterior, voltam a jogar em duas séries de sete jogos, para vencer quatro. Os vencedores de cada série se qualificam para disputar as finais.
- 1º classificado(mandante) x 4º classificado(visitante)
- 2º classificado(Mandante) x 3º classificado(visitante)

### Série Final
A Série Final é também disputada numa série de sete jogos para vencer quatro. A série começa na casa do time de melhor classificação na fase eliminatória, mas, se este time for o quarto semifinalista, ele perde esse direito. 

## Times
| Time                      | Cidade / UF                | Estádio                           | Fundação               | Ingresso | Liga | Série do Caribe |
| ------------------------- | -------------------------- | --------------------------------- | ---------------------- | -------- | ---- | --------------- |
| Águilas del Zulia         | Maracaibo, Zulia           | Estádio Luis Aparicio             | 18 de novembro de 1968 | 1969−70  | 6    | 2               |
| Bravos de Margarita       | Porlamar, Nueva Esparta    | Estádio Nueva Esparta             | 12 de julho de 2007    | 2007-08  | 0    | 0               |
| Cardenales de Lara        | Barquisimeto, Lara         | Estádio Antonio Herrera Gutiérrez | 5 de novembro de 1942  | 1965-66  | 6    | 0               |
| Caribes de Anzoátegui     | Puerto La Cruz, Anzoátegui | Estádio Alfonso Carrasquel        | 15 de julho de 1987    | 1991-92  | 4    | 0               |
| Leones del Caracas        | Caracas, Distrito Capital  | Estádio Universitário de Caracas  | 7 de maio de 1942      | 1952     | 20   | 2               |
| Navegantes del Magallanes | Valencia, Carabobo         | Estádio José Bernardo Pérez       | 26 de outubro de 1917  | 1946     | 12   | 2               |
| Tiburones de La Guaira    | La Guaira, La Guaira       | Estádio Universitário de Caracas  | 31 de outubro de 1962  | 1962-63  | 7    | 0               |
| Tigres de Aragua          | Maracay, Aragua            | Estádio José Pérez Colmenares     | 15 de outubro de 1965  | 1965-66  | 10   | 1               |

## Campeões
| Leones del Caracas         | 21 | 17 | 2022-23 |
| Navegantes del Magallanes  | 13 | 13 | 2021-22 |
| Tigres de Aragua           | 10 | 9  | 2015-16 |
| Tiburones de La Guaira     | 8  | 7  | 2023-24 |
| Cardenales de Lara         | 7  | 13 | 2024-25 |
| Águilas del Zulia          | 6  | 4  | 2016-17 |
| † Industriales de Valencia | 5  | 4  | 1962-63 |
| Caribes de Anzoátegui      | 4  | 4  | 2020-21 |
| † Sabios del Vargas        | 2  | 1  | 1946-47 |
| † Indios de Oriente        | 1  | 3  | 1958-59 |
| † Pastora                  | 1  | 0  | 1953-54 |
| † Licoreros del Pampero    | 0  | 1  | -       |
| Bravos de Margarita        | 0  | 1  | -       |
| † Desaparecido.            |    |    |         |